# USS Katahdin (1893)
USS Katahdin – amerykański okręt klasy taranowiec, charakteryzujący się niekonwencjonalną konstrukcją. 
Został zwodowany 4 lutego 1893 w stoczni Bath Iron Works w Bath, w stanie Maine. Matką chrzestną okrętu była córka asystenta sekretarza ds. marynarki, panna Una Soley. Przyjęty na stan marynarki decyzją Komisji Morskiej w Nowym Jorku 20 lutego 1896. Pierwszym dowódcą został komandor porucznik Richard Leary.
Ten eksperymentalny taranowiec obrony portu stanowił nowość w budownictwie okrętowym. Kadłub okrętu wystawał niewiele ponad powierzchnię wody. W czasie rejsu fale obmywały pokład. Niektóre cechy kształtu kadłuba zostały potem wykorzystane w konstrukcji kadłubów pierwszych okrętów podwodnych.

## Służba
- 4 marca 1897 zmienił port macierzysty z Nowego Jorku na Norfolk.
- 17 kwietnia 1897 został przesunięty do rezerwy decyzją Komisji Morskiej w Filadelfii.
- 18 marca 1898 został powtórnie przyjęty do czynnej służby. Wiązało się to z przygotowaniami marynarki do wojny z Hiszpanią. Został przydzielony do eskadry północnoatlantyckiej, w składzie której chronił amerykańskie wybrzeże na odcinku od Nowej Anglii do Norfolk. Po amerykańskich zwycięstwie pod Santiago de Cuba znikło zagrożenie dla amerykańskiego wybrzeża i okręt został ponownie przeniesiony do rezerwy w dniu 18 października 1898.
- 9 lipca 1909 został ostatecznie skreślony z listy okrętów Marynarki Stanów Zjednoczonych i przeznaczony na okręt cel pod nazwą „Ballistic Experimental Target A”. Zatopiony ogniem artylerii okrętowej w sierpniu tego samego roku u ujścia rzeki Rappahannock w stanie Wirginia.

Był to drugi okręt we flocie amerykańskiej noszący nazwę USS „Katahdin”.